# Iwki
Iwki – wzniesienie o wysokości 114,9 m n.p.m. na Równinie Gryfickiej, położone w woj. zachodniopomorskim, w powiecie białogardzkim, w gminie Białogard.
Ok. 1,4 km na północny wschód leży wieś Rychówko.
Na południe od Iwek przebiega dolina strugi Topieli na wysokości 40 m n.p.m.
Nazwę Iwki wprowadzono urzędowo zarządzeniem w 1950 roku, zastępując poprzednią niemiecką nazwę Giefken Berg.